# Fröling Heizkessel- und Behälterbau
Fröling Heizkessel- und Behälterbau ist ein Hersteller von Holzheizsystemen in der oberösterreichischen Gemeinde Grieskirchen und hat seinen Firmensitz in der Industriestraße 12. Fröling ist ein Familienunternehmen, das sich im Besitz der Familie Hutterer befindet. 2012 erzielte das Unternehmen einen Umsatz von 145 Millionen Euro. Mehr als 80 Prozent des Umsatzes wurden im Jahr 2022 mit dem Export von Waren erzielt. Die wichtigsten Absatzmärkte für Fröling Heizkessel- und Behälterbau sind Österreich, Deutschland und Italien. Die Produkte wurden in mehr als 16 Länder ausgeliefert.

## Geschichte
Das Unternehmen, eines von vier aus der deutschen, 1880 gegründeten Firma Fröling GmbH & Co (Kessel-Apparatebau) in Overath (nach dem Zweiten Weltkrieg von Heinz Fröling, Altbürgermeister und Ehrenbürger von Bergisch Gladbach, geführt) hervorgegangenen Unternehmen, wurde im Jahr 1961 in Grieskirchen gegründet und es bestehen drei Produktionswerke in Grieskirchen, seit dem Jahr 2001 in Marzahna in der Gemeinde Treuenbrietzen im Bundesland Brandenburg und seit dem Jahr 2005 in Stritzing in Österreich.
Im Jahr 1961 begann die Firma Fröling in Grieskirchen die Produktion mit zehn Mitarbeitern. Bereits im Jahr 1970 führte sie einen Standortwechsel innerhalb von Grieskirchen durch. Die weitere Expansion des Unternehmens erfolgt im Jahr 1982 mit einem Standortausbau und der Beschäftigung von rund 60 Mitarbeitern in Grieskirchen. Ein weiterer Standortwechsel mit einer Erweiterung der Produktionsflächen wurde im Jahr 1994 durchgeführt. Anschließend wurden die beiden zusätzlichen Produktionswerke in Marzahna im Jahr 2001 und in Stritzing im Jahr 2005 eröffnet. Das Werk in Stritzing wurde im Jahr 2011 mit einem Logistikzentrum erweitert und im Jahr 2014 wurde ein Schulungszentrum am Unternehmensstammsitz in Grieskirchen in Betrieb genommen.
Darüber wurden Niederlassungen mit Schulungs- und Kompetenzzentren im Jahr 2006 in Bozen, Mundolsheim und Aschheim bei München eröffnet.
Im Jahr 1999 erhielt das Unternehmen die Staatliche Auszeichnung und darf seither das Bundeswappen im Geschäftsverkehr verwenden.

## Produkte
- Holzheizsysteme (Scheitholz-, Hackgut- und Pelletsfeuerungen)
- Speichersysteme (Pufferspeicher bis hin zur hygienischen Warmwasserbereitung)
- Solareinbindungssysteme
- Lagerraum-Austragsysteme

Seit dem Jahr 2009 tragen 36 Produkte des Holzkesselspezialisten Fröling das Österreichische Umweltzeichen.